# Xymene ambiguus
Xymene ambiguus är en snäckart som först beskrevs av Philippi 1844.  Xymene ambiguus ingår i släktet Xymene och familjen purpursnäckor. Inga underarter finns listade i Catalogue of Life.

## Bildgalleri

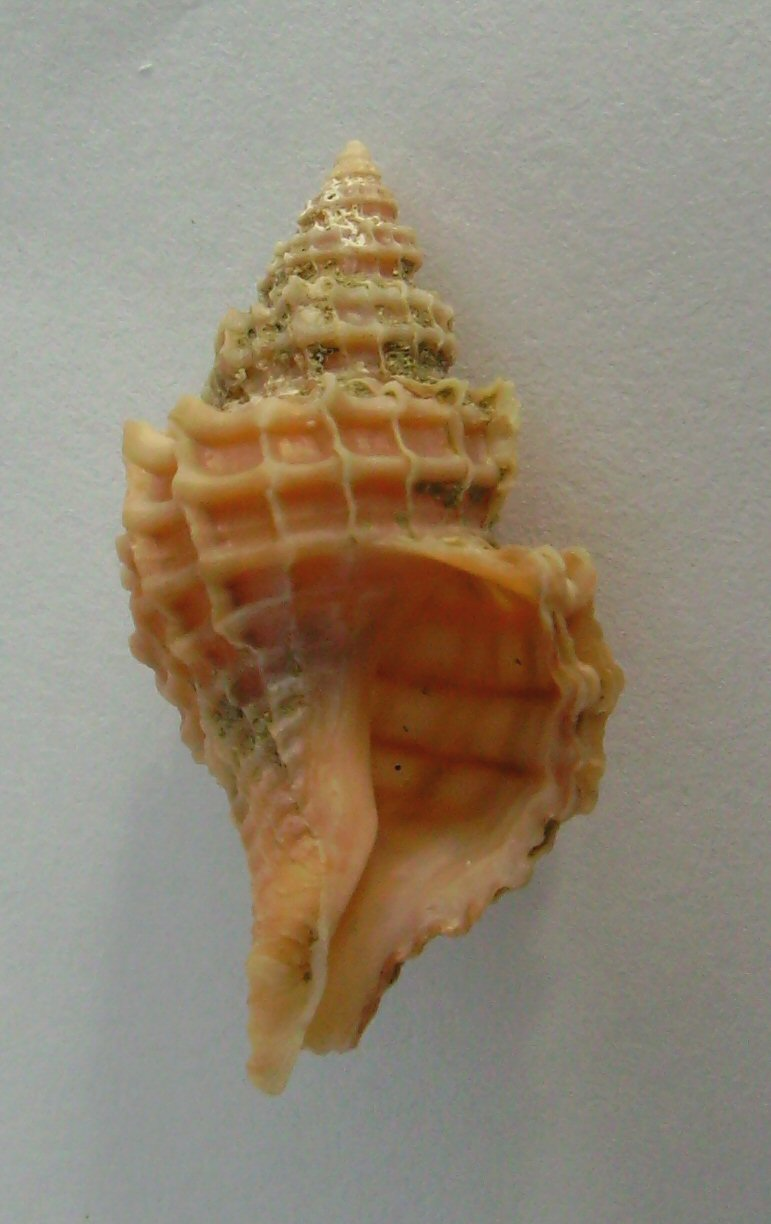